# Lodhi
Il Lodhi (o Lodha, Lodh) è una comunità di agricoltori, nata in India, di cui molti nel Madhya Pradesh.
Sono categorizzati nella Other Backward Class (OBC) ovvero una classe sociale estremamente disagiata, ma, reclamando legami con i Rajput, preferiscono essere considerati come "Lodhi-Rajput" sebbene non ci sia alcuna prova della loro origine Rajput o della prevalenza di tradizioni in tal senso.